# 宮川村立坂下小学校小豆沢冬季分校
宮川村立坂下小学校小豆沢冬季分校（みやがわそんりつ さかしもしょうがっこう　あずきざわとうきぶんこう）は、かつて岐阜県吉城郡宮川村（現・飛騨市宮川町）に存在した公立小学校の冬季分校。

## 概要
- 現在の飛騨市宮川町小豆沢に存在した坂下小学校の冬季分校であった。一般県道細入古川線の整備により冬季の通行止めの減少、及び坂下小学校本校の新校舎完成により廃校。
- 小豆沢地区の児童は冬季以外の時季は、本校の坂下小学校に通学していた。

## 沿革
- 1938年（昭和13年） - 吉城郡坂下村大字小豆沢に、坂下尋常高等小学校小豆沢冬季分教場を設置。
- 1941年（昭和16年）4月1日 - 坂下国民学校小豆沢冬季分教場に改称する。
- 1947年（昭和22年）4月1日 - 坂上村立坂下小学校小豆沢冬季分校に改称する。
- 1956年（昭和31年）9月30日 - 坂上村と坂下村と合併し、宮川村が発足。同時に宮川村立坂下小学校小豆沢冬季分校に改称する。
- 1966年（昭和41年）3月 - 廃校。